# Nabycie pod tytułem szczególnym
Następstwo pod tytułem szczególnym (sukcesja singularna) – dochodzi do nabycia indywidualnie oznaczonego prawa lub praw podmiotowych. Skuteczność takiego nabycia rozważa się odrębnie w odniesieniu do każdego z przenoszonych praw i na podstawie reguł dotyczących danego typu prawa.
Np.: W razie sprzedaży kolekcji obrazów dochodzi do przeniesienia tylu praw własności, ile jest obrazów, a skuteczność ich nabycia rozważa się w odniesieniu do każdego z nich odrębnie.